# 敦君與女朋友
《敦君與女朋友》，是的日本漫畫作品。電視動畫於2018年4月6日開始播放。

## 登場角色
莊敦大（聲：鈴木達央）
高中2年生。與片桐音是情侶關係，但在音面前會裝成傲嬌的樣子，私底下則是非常溺愛音，有跟蹤音的習慣，而且還會偷偷拍音的照片。
片桐音（聲：諏訪彩花）
高中2年生。與莊敦大是情侶關係，知道敦大實際上是非常喜歡她的，只是在她面前都會裝成傲嬌的樣子而已（但是不知道敦大經常偷拍她）。十分單純。喜歡看恐怖片。
松尾真砂（聲：植田圭輔）
高中2年生。莊敦大的好友，喜歡玩galgame，只喜歡galgame裡的女角色，但現實中卻意外受到國中女性們的仰慕。
莊千穗（聲：香里有佐）
國中2年生。莊敦大的的妹妹，喜歡松尾，但和敦大一樣都是傲嬌。害怕看恐怖片和蟑螂。
窪村匠（聲：羽多野涉）
敦大、音、松尾和小凪學校的老師。
入江小凪（聲：嘉陽光）
高中2年生。敦大、音和松尾的同班同學，喜歡窪村匠老師。經常故意違反校規或刻意在考試中不及格以增加與窪村相處的時間。
莊圭太（聲：板垣優稀）
莊敦大和莊千穗的父親，還不知道自己的兒子已經和音交往了四年這件事。
莊櫻子（聲：藤東知夏）
莊敦大和莊千穗的母親。本名為和泉櫻子，比起圭太更像一家之主。喜歡作弄自己的丈夫。
片桐正一郎（聲：橘諒）
片桐音的父親。與敦大一樣，在音的母親面面前都會裝成傲嬌的樣子。暗地裏和敦大關係非常要好。
片桐月實（聲：名取舞）
片桐音的母親。和音一樣，知道正一郎實際上是非常喜歡她的，只是在她面前都會裝成傲嬌的樣子而已。
日向野優衣（聲：仲田亞理沙）
千穗的好友兼同學。喜歡帥哥。誤以爲千穗和松尾是情侶關係。
紗良
千穗的好友兼同學。
間矢
千穗的好友兼同學。

## 出版書籍
| 卷數 | KADOKAWA       | KADOKAWA               | 東立出版社    | 東立出版社             |
| 卷數 | 發售日期       | ISBN                   | 發售日期      | ISBN                   |
| ---- | -------------- | ---------------------- | ------------- | ---------------------- |
| 1    | 2014年2月27日  | ISBN 978-4-04-066289-3 | 2016年3月11日 | ISBN 978-986-431-273-3 |
| 2    | 2014年9月27日  | ISBN 978-4-04-066863-5 | 2016年3月11日 | ISBN 978-986-431-274-0 |
| 3    | 2015年5月27日  | ISBN 978-4-04-067527-5 |               |                        |
| 4    | 2016年1月27日  | ISBN 978-4-04-067890-0 |               |                        |
| 5    | 2016年8月27日  | ISBN 978-4-04-068516-8 |               |                        |
| 6    | 2017年3月27日  | ISBN 978-4-04-069101-5 |               |                        |
| 7    | 2017年11月27日 | ISBN 978-4-04-069528-0 |               |                        |
| 8    | 2018年6月27日  | ISBN 978-4-04-069908-0 |               |                        |

## 電視動畫

### 製作人員
- 原作：「敦君與女朋友」（MF Comics Gene Series／KADOKAWA刊）
- 監督、音響監督：片貝慎
- 系列構成、劇本：山田由香
- 角色設計、總作畫監督：谷口元浩
- 道具設計：鈴木彩乃
- 色彩設計：松森依子
- 攝影監督：松崎信也
- 美術監督：柴田正人
- 音響製作：THREE TREE、叶音
- 音樂製作：Sound Drive
- 動畫製作：夢太公司

### 主題曲
片頭曲
（第1話 - 第12話）
作詞、主唱：，作曲、編曲：齋藤悠彌
「We☆Pace!!」（第13話 -第24話 ）
主唱：  feat.恵比寿coffret

### 各話列表
| 話數   | 日文標題 | 中文標題             | 劇本       | 分鏡     | 演出   | 作畫監督 |
| ------ | -------- | -------------------- | ---------- | -------- | ------ | -------- |
| 第1話  |          | 男朋友的真實狀況     | 山田由香   | 片貝慎   | 片貝慎 | 谷口元浩 |
| 第2話  |          | 習以為常的女朋友     | 山田由香   | 片貝慎   | 片貝慎 | 谷口元浩 |
| 第3話  |          | 囫圇吞棗的次數       | 山田由香   | 大嶋博之 | 片貝慎 | 谷口元浩 |
| 第4話  |          | 一切全部的開端       | 山田由香   | 大嶋博之 | 片貝慎 | 谷口元浩 |
| 第5話  |          | 一同撐一把傘         | 山田由香   | 大嶋博之 | 片貝慎 | 谷口元浩 |
| 第6話  |          | 雙方各自兩親         | 山田由香   | 大嶋博之 | 片貝慎 | 谷口元浩 |
| 第7話  |          | 入江同學             | 山田由香   | 大嶋博之 | 片貝慎 | 谷口元浩 |
| 第8話  |          | 他獨特的學習方法     | 山田由香   | 大嶋博之 | 片貝慎 | 谷口元浩 |
| 第9話  |          | 松尾君與千穂醬       | 山田由香   | 大嶋博之 | 片貝慎 | 谷口元浩 |
| 第10話 |          | 海灘的時間           | 山田由香   | 大嶋博之 | 片貝慎 | 谷口元浩 |
| 第11話 |          | 廟會的夜晚           | 山田由香   | 大嶋博之 | 片貝慎 | 谷口元浩 |
| 第12話 |          | 蘋果糖槌             | 山田由香   | 大嶋博之 | 片貝慎 | 谷口元浩 |
| 第13話 |          | 回憶                 | 山田由香   | 大嶋博之 | 片貝慎 | 谷口元浩 |
| 第14話 |          | 萬聖節!              | 山田由香   | 大嶋博之 | 片貝慎 | 谷口元浩 |
| 第15話 |          | 願望、無動於衷、至上 | 山田由香   | 大嶋博之 | 片貝慎 | 谷口元浩 |
| 第16話 |          | 松尾對策             | 山田由香   | 大嶋博之 | 片貝慎 | 谷口元浩 |
| 第17話 |          | 敦君的住宿會         | 山田由香   | 大嶋博之 | 片貝慎 | 谷口元浩 |
| 第18話 |          | 聖誕節☆              | 山田由香   | 大嶋博之 | 片貝慎 | 谷口元浩 |
| 第19話 |          | 敬賀新年             | 加百優喜雄 | 大嶋博之 | 片貝慎 | 谷口元浩 |
| 第20話 |          | 美化活動             | 加百優喜雄 | 大嶋博之 | 片貝慎 | 谷口元浩 |
| 第21話 |          | 直接的話語           | 山田由香   | 大嶋博之 | 片貝慎 | 谷口元浩 |
| 第22話 |          | 起跑線               | 山田由香   | 片貝慎   | 片貝慎 | 谷口元浩 |
| 第23話 |          | 大蔥人偶             | 山田由香   | 大嶋博之 | 片貝慎 | 谷口元浩 |
| 第24話 |          | 討厭……               | 山田由香   | 片貝慎   | 片貝慎 | 谷口元浩 |
| 第25話 |          | 敦君與女朋友         | 山田由香   | 片貝慎   | 片貝慎 | 谷口元浩 |

### 播放電視台
日本深夜動畫：下文記載的日本国内播放時間使用日本標準時間（UTC+9）表示。因為部分時間标识會採用30小时制，因此請留意这类超过24:00的时间，其實際播放時間為翌日清晨。
| 播放日期       | 播放時間（UTC+9）    | 播放電視台 | 播放區域 | 備註            |
| -------------- | -------------------- | ---------- | -------- | --------------- |
| 2018年4月6日 - | 星期五 22:30 - 22:35 | AT-X       | 日本全域 | CS衛星 / 有重播 |
| 2018年4月9日 - | 星期一 25:10 - 25:15 | TOKYO MX   | 東京都   |                 |

### BD&DVD
| 卷數 | 發售日期       | 收錄話數      | 規格編號 | 規格編號 |
| 卷數 | 發售日期       | 收錄話數      | BD       | DVD      |
| ---- | -------------- | ------------- | -------- | -------- |
| 1    | 2018年8月31日  | 第1話~第12話  | SMIB-26  | SMID-12  |
| 2    | 2018年11月30日 | 第13話~第25話 | SMIB-27  | SMID-13  |

## 外部連結
- 電視動畫「敦君與女朋友」官方網站 （页面存档备份，存于） （日語）
- 電視動畫「敦君與女朋友」官方的X（前Twitter）（日語）